# Brixia striatipes
Brixia striatipes är en insektsart som beskrevs av Van Stalle 1986. Brixia striatipes ingår i släktet Brixia och familjen kilstritar. Inga underarter finns listade i Catalogue of Life.